# Niphargus pavicevici
Niphargus pavicevici is een vlokreeftensoort uit de familie van de Niphargidae. De wetenschappelijke naam van de soort is voor het eerst geldig gepubliceerd in 1976 door G. Karaman.